# Luis Vaca
Luis Alberto Vaca Morant (ur. 7 grudnia 1982) – boliwijski zapaśnik walczący w obu stylach. Zajął dwunaste miejsce na mistrzostwach panamerykańskich w 2015. Brązowy medalista igrzysk boliwaryjskich w 2013. Czwarty na igrzyskach Ameryki Południowej w 2018 roku.